# سیارک ۱۹۴۱۷
سیارک ۱۹۴۱۷ (به انگلیسی: 19417 Madelynho، نامگذاری:1998FG40) نوزده هزار و چهارصد و هفدهمین سیارک کشف شده‌است که در ۲۰ مارس ۱۹۹۸ کشف شد.
قدر مطلق سیارک برابر ۱۰.۷ است.